# Chrysopa tacorensis
Chrysopa tacorensis is een insect uit de familie van de gaasvliegen (Chrysopidae), die tot de orde netvleugeligen (Neuroptera) behoort. 
Chrysopa tacorensis is voor het eerst wetenschappelijk beschreven door Navás in 1934.